# Dolce notte santa notte
Dolce notte santa notte è un album natalizio di Iva Zanicchi, Fred Bongusto, Franco Simone e Corrado Castellari, pubblicato nel 1973.
L'album è presente sulle piattaforme digitali e sui servizi di streaming.

## Tracce
1. Iva Zanicchi: Natale dura un giorno (Stille Nacht) - 3:22 - (P. Limiti - trascritta e rielaborata da Ezio Leoni)
2. Fred Bongusto: Tutti mi dicono - 3:34 (F. Migliacci - F. Bongusto)
3. Orchestra Ezio Leoni: O Tannenbaum - 2:10 - (trascritta e rielaborata da Ezio Leoni)
4. Corrado Castellari: Natale buono - 3:10 - (Camillo e Corrado Castellari)
5. Fred Bongusto: Jingle bells - 1:45 - (J. Pierpont - trascritta e rielaborata da Ezio Leoni)
6. Fred Bongusto: White Christmas (Bianco Natale) - 2:52 - (Filibello - Irving Berlin)
7. Iva Zanicchi: Ave Maria - 2:42 - (Gounod - trascritta e rielaborata da Ezio Leoni)
8. Enrico Intra: Adeste Fideles - 3:20 - (trascritta e rielaborata da Ezio Leoni)
9. Franco Simone: La bella spettinata - 2:22 - (Franco Simone)
10. Iva Zanicchi, Fred Bongusto, Franco Simone, Corrado Castellari: Buon Natale (Piva piva) - 3:07 - (P. Limiti - trascritta e rielaborata da Ezio Leoni)
11. Iva Zanicchi: Amore per Natale (Tu scendi dalle stelle) - 2:46 - (P. Limiti - trascritta e rielaborata da Ezio Leoni)